# Heinleinshof
Heinleinshof ist ein Gemeindeteil der Gemeinde Burgthann im Landkreis Nürnberger Land (Mittelfranken, Bayern). Heinleinshof liegt in der Gemarkung Oberferrieden.

## Lage
Nordwestlich des Weilers Heinleinshof befindet sich der geschützte Landschaftsbestandteil Sandgrube bei Heinleinshof. Nördlich liegen die drei Mantaweiher. Eine Gemeindeverbindungsstraße führt nach Ezelsdorf (1,8 km südöstlich) bzw. zur Kreisstraße LAU 22 (0,3 km nordwestlich).

## Geschichte
Mit dem Gemeindeedikt (frühes 19. Jahrhundert) wurde Heinleinshof dem Steuerdistrikt Oberferrieden und der Ruralgemeinde Oberferrieden zugewiesen. Im Zuge der Gebietsreform in Bayern wurde Heinleinshof am 1. Januar 1972 nach Burgthann eingegliedert.

## Baudenkmäler
Im Ort befinden sich zwei vom Bayerischen Landesamt für Denkmalpflege ausgewiesene Baudenkmäler.